# Arkys multituberculatus
Arkys multituberculatus là một loài nhện trong họ Araneidae.
Loài này thuộc chi Arkys. Arkys multituberculatus được miêu tả năm 1982 bởi Balogh.